# 伊藤公頌徳碑建議所
伊藤公頌徳碑建議所は伊藤博文が安重根に狙撃された後、記念頌徳碑を建立するために組職された団体である。頌徳碑建議所、頌徳碑建立事務所とも言う。
1909年11月2日に負褓商（부보상）指導者李学宰（이학재）の主導で伊藤の功を忘れないための不忘碑を立てようという趣旨書を発起して組職された。伊藤博文の銅像設立のために組職された東亜讃英会と結合して10ヶ月の間に一般人たちを対象に14万圜を募金することを目標に立てた。具体的な事業では80余間の碑閣を建てる場所を漢城府北部順化坊に決めて、銅像は4万圜をかけて日本に注文して製作する事にした。
しかし頌徳碑建議所内部で銅像を建立しようという意見と碑石を製作して春秋に祭祀を執り行なおうという意見があって葛藤が露出し、主導者の中の一人である尹進学（윤진학）が脱退するなど問題が起こって、頌徳碑建立計画は実現できなかった。この過程では伊藤追慕事業の主導権について発生した東亜讃英会との軋轢も作用した。
主要人物は発起人李学宰、議長金允植、副議長李允用（이윤용）等であり、張錫周（장석주）と李夏栄（이하영）、朴斉純も参加した。

## 参考資料
- 친일인명사전편찬위원회 （2004年12月27日）. 《일제협력단체사전 - 국내 중앙편》. 서울: 민족문제연구소. ISBN 8995330724